# The Romantics (film)
The Romantics è un film del 2010 scritto e diretto da Galt Niederhoffer, basato sull'omonimo romanzo scritto dalla stessa Niederhoffer.
Il film è stato presentato in anteprima al Sundance Film Festival 2010.

## Trama
Sette amici dai tempi del college si riuniscono dopo sei anni per il matrimonio tra Tom e Lila. Del gruppo di amici fa parte anche Laura, damigella d'onore di Lila, che ai tempi del college si contendeva l'amore di Tom con la migliore amica. Nella notte che precede il matrimonio, Laura e Tom scoprono di essere ancora romanticamente coinvolti.

## Produzione
Le riprese del film avrebbero dovuto iniziare nell'estate del 2009, in seguito slittate a novembre dello stesso anno. Le riprese hanno avuto luogo interamente nello stato di New York, a North Fork e Southold, nei pressi di Long Island.
Inizialmente il ruolo di Laura doveva essere interpretato da Liv Tyler, in seguito sostituita da Katie Holmes, che ricopre anche il ruolo di produttrice esecutiva.